# كاستلفترو بياتشنتينو
كاستلفترو بياتشنتينو (بالإيطالية: Castelvetro Piacentino)‏ هي بلدية في مقاطعة بياتشنزا في إقليم إميليا رومانيا الإيطالي.

## السكان
في سنة 1861 بلغ عدد السكان 3٬725 نسمة، وتطور العدد ليصل في سنة 2011 لـ 5٬584 نسمة.
يظهر هذا المخطط البياني تطور النمو السكاني لـ كاستلفترو بياتشنتينو